# Giulio Carlo Fagnano
Giulio Carlo Fagnano   (Senigallia, 26 de setembre de 1682 - Senigallia, 18 de maig de 1766) (Giulio Carlo comte de Fagnano, marquès dei Toschi e di Sant'Onorio) va ser un matemàtic italià del segle xviii.

## Vida
Fagnano era fill dels nobles Francesco Toschi i Caterina Bartolini. La família, però, era comunament denominada amb el topònim on estava la seva casa feudal: Fagnano.
Fagnano va demostrar unes capacitats intel·lectuals precoces i el 1697 es va traslladar a Roma per estudiar al Collegio Clementino. L'ensenyament excessivament aristotèlic del col·legi no el satisfà i s'inclina per l'estudi per compte propi dels matemàtics contemporanis: Gassendi, Descartes, Malebranche, Leibniz i Newton fonamentalment.
El 1700 torna a Sinigaglia per a portar una vida tranquil·la de ric propietari. El 1705 es casa amb Francesca Conciatti, de la que tindrà dotze fills. Des d'aquesta localitat en la que viurà la resta de la seva vida, manté correspondència amb els matemàtics més reconeguts com a Guido Grandi, Jacopo Francesco Riccati o Fontenelle. A partir de 1713 comença a publicar els seus treballs en diferents revistes italianes, sobretot al Giornale dei letterati.
Un jove Lagrange es dirigirà a ell per aconseguir la publicació del seu primer treball acadèmi i Boscovich el proposarà d'àrbitre en la seva polèmica amb Le Sieur i Jaquier sobre la restauració de la cúpula de Sant Pere.
Fagnano va ser membre de la Royal Society, de l'Acadèmia de Ciències de Berlin i de l'Acadèmia de Ciències de Paris.

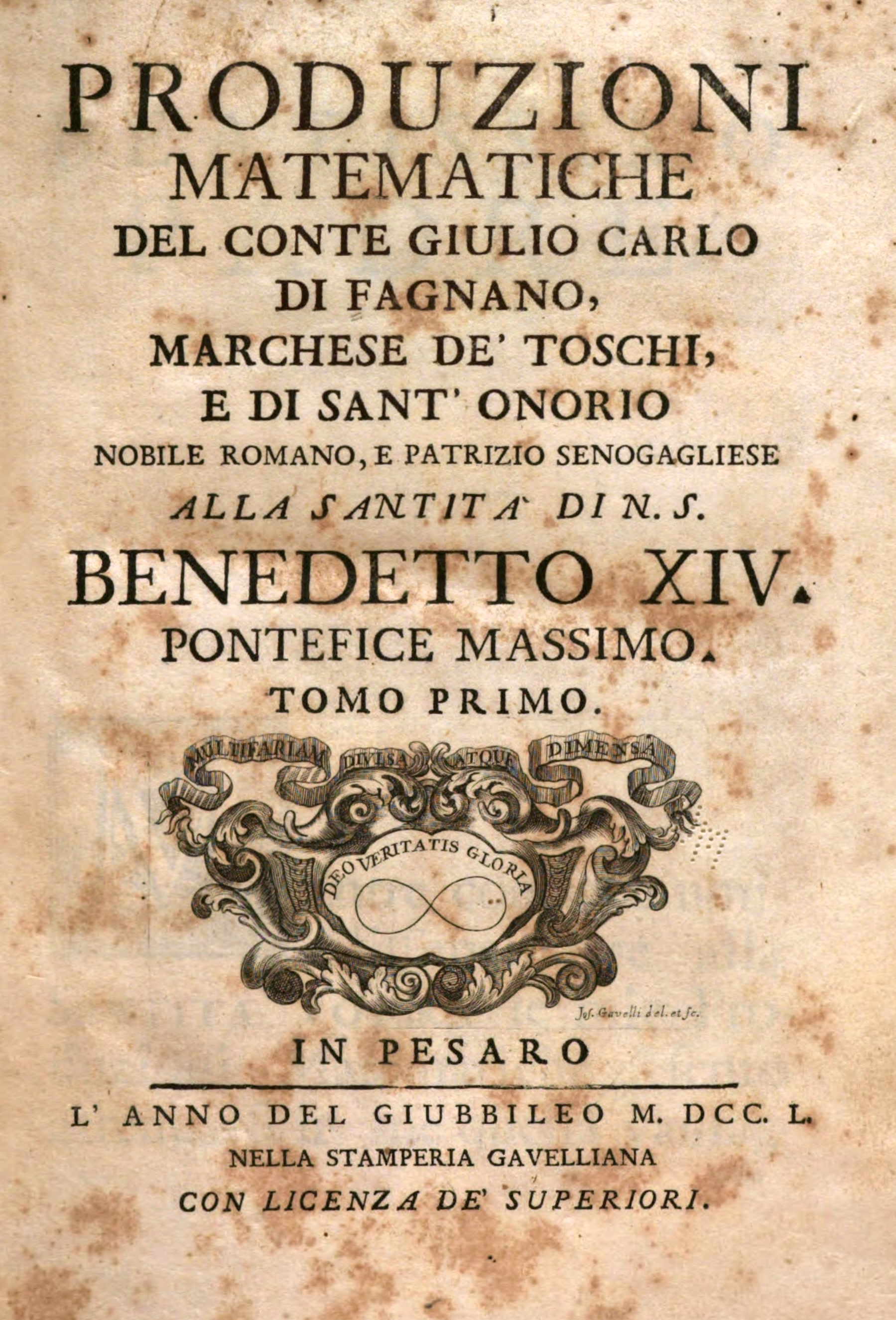
Produzioni matematiche, 1750

## Obra
La seva obra es redueix als articles publicats a les revistes de l'època, destacant els seus treballs sobre integració de corbes,, que li van servir a Keonard Euler per derivar tota la teoria de les integrals el·líptiques. Particularment interessants son els seus estudis sobre la lemniscata i sobre la seva bissecció i trisecció.
L'anomenada, en el seu honor, òrbita de Fagnano és la corba algebraica de menor longitud que passa pels tres vèrtex d'un triangle acutangle, i s0ha convertit en un problema d'optimització clàssic.
També va demostrar la fórmula
{\displaystyle \pi =2i\log {1-i \over 1+i}}
on "i" significa {\displaystyle {\sqrt {-1}}}.
Al final de la seva vida va recollir la majoria del seus treballs en un llibre en dos volums titulat Produzioni matematiche del conte Giulio Carlo di Fagnano, marchese de Toschi e di Sant Onofrio (Pesaro, 1750).